# Marc Vidal
Marc Vidal (* 3. Juni 1991 in Saint-Affrique) ist ein französischer Fußballtorwart.

## Vereinskarriere
Vidal begann mit dem Fußballspielen bei einem kleinen Verein aus seinem Heimatort Saint-Affrique. Von dort aus wechselte er 2005 in die Jugendabteilung des FC Toulouse, wo er 2008 in die Reservemannschaft aufgenommen wurde. Trotz einer geringen Zahl an Einsätzen wurde er ein Jahr später in die erste Mannschaft aufgenommen, wo er allerdings ausschließlich als Ersatzkeeper vorgesehen war. Daher musste er bis zum 14. Februar 2010 auf sein Erstligadebüt warten, das er beim 1:1 gegen den FC Lorient gab. Dabei wurde er über die vollen 90 Minuten eingesetzt. Auch in der folgenden Saison bestritt er zwei Profieinsätze, wurde jedoch ab 2011 wieder im Wesentlichen in der zweiten Mannschaft eingesetzt. Vidal stand bis 2019 als Ersatztorwart bei Toulouse unter Vertrag, wurde jedoch nie eingesetzt. 
2020 wechselte er zum FC Blagnac. 

## Nationalmannschaft
2008 wurde Vidal erstmals in die französische U-18-Auswahl berufen, für die er zwei Spiele absolvierte. Anschließend wurde er auch in die U-19 berufen und lief auch für diese zweimal auf, bevor er im Sommer 2010 von dieser zur Europameisterschaft 2010 eingeladen wurde. In deren Verlauf war Abdoulaye Diallo als Stammtorwart gesetzt, sodass Vidal kein Spiel bestreiten konnte, aber mit dem Team dennoch den Gewinn des Turniers feiern konnte. Auch in der U-20 kam er zum Einsatz, als er am 7. Oktober 2010 beim 3:3 gegen Portugal auf dem Platz stand. Dies war zugleich sein letztes Spiel für eine nationale Jugendauswahl.